# Château de Dourdan
 (juillet 2025).
Le château de Dourdan est un ancien château fort situé sur la commune de Dourdan dans la région naturelle du Hurepoix et le département de l'Essonne, en région Île-de-France.
L'ensemble castral fait l’objet d’un classement au titre des monuments historiques par arrêté du 9 décembre 1964.

## Localisation
Le château se situe au creux de la vallée de l'Orge à moins de deux cents mètres au nord du lit de la rivière et à environ cent mètres d'altitude sur un terrain argileux.
Situé à un emplacement stratégique à mi-chemin de la route de Paris à Chartres, l'ensemble castral est au cœur de ce qui était l'immense forêt des Carnutes sous l'Antiquité. Bien que largement défrichée pour l'agriculture, cette forêt reste très dense autour de Dourdan au Moyen Âge jusqu'à aujourd'hui et en fait un lieu de chasse prisé de ses différents occupants.
Aujourd'hui, Il fait face à la place Charles-de-Gaulle occupée par la halle et bordée par l'église Saint-Germain d'Auxerre.

## Histoire

### Le berceau capétien
Aux époques mérovingiennes et carolingiennes, le pouvoir est hérité des grandes « villae » gallo-romaines suivant la tradition antique. Dans le cas de Dordincum (nom latin de Dourdan), ce sont les Robertiens, famille de la noblesse franque implantée en Neustrie, qui l'exercent en la personne de Robert Ier le Fort également roi des Francs.
Son fils, Hugues le Grand s'y installe avec son épouse Hedwige de Saxe et fait construire un premier château de bois et de terre, situé à une centaine de mètres au nord-ouest de l'actuel château, dans lequel naîtra son fils Hugues Capet, premier roi de France et fondateur de la dynastie capétienne.
Cette construction perdurera suffisamment longtemps pour que Louis VI et Louis VII en fasse une résidence de chasse et développent autour abbayes, églises, banalités et foires commerciales s'appuyant sur la route Paris-Chartres et l'Orge.

### L'ultime forteresse de Philippe Auguste

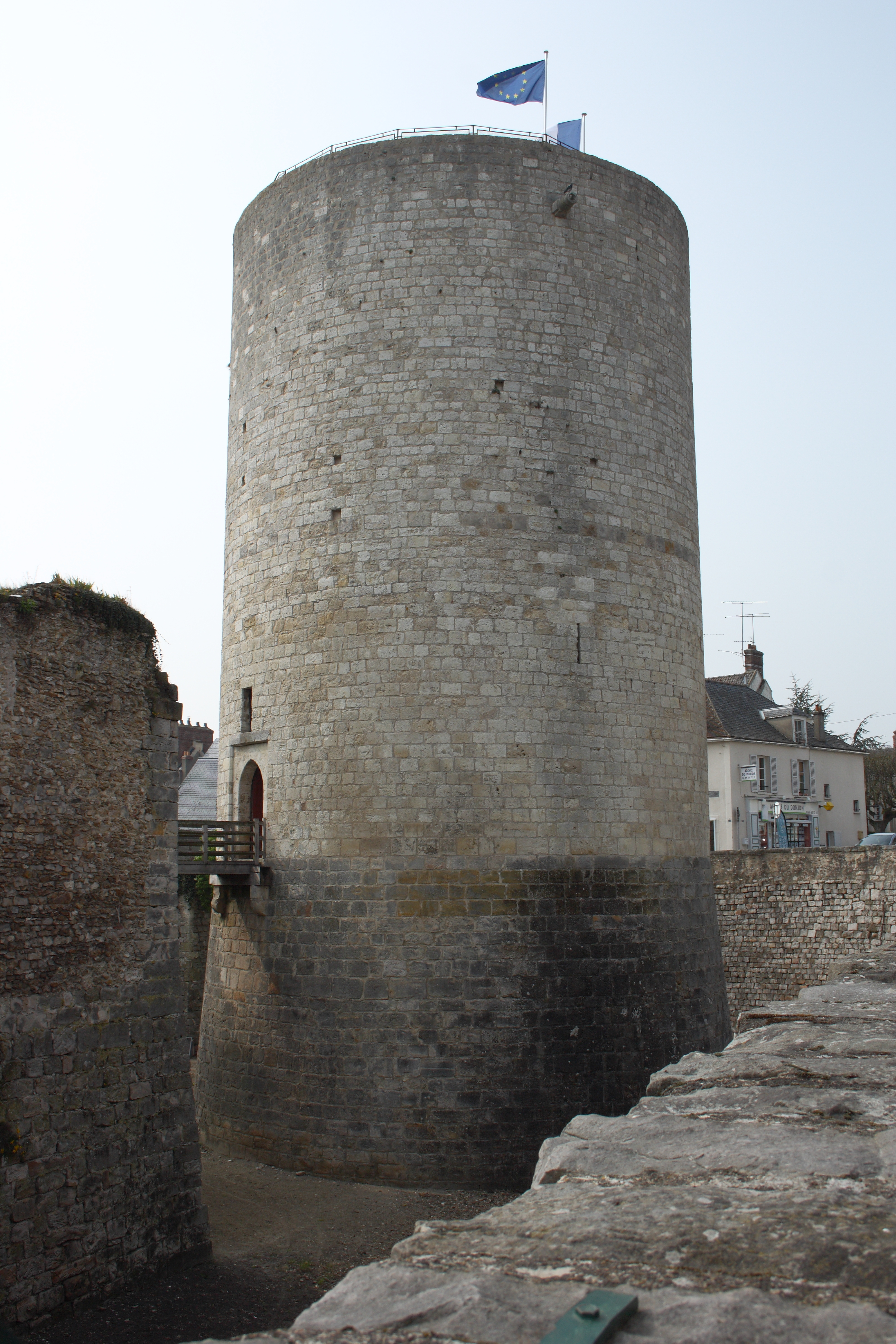
Donjon.

Plan du château.

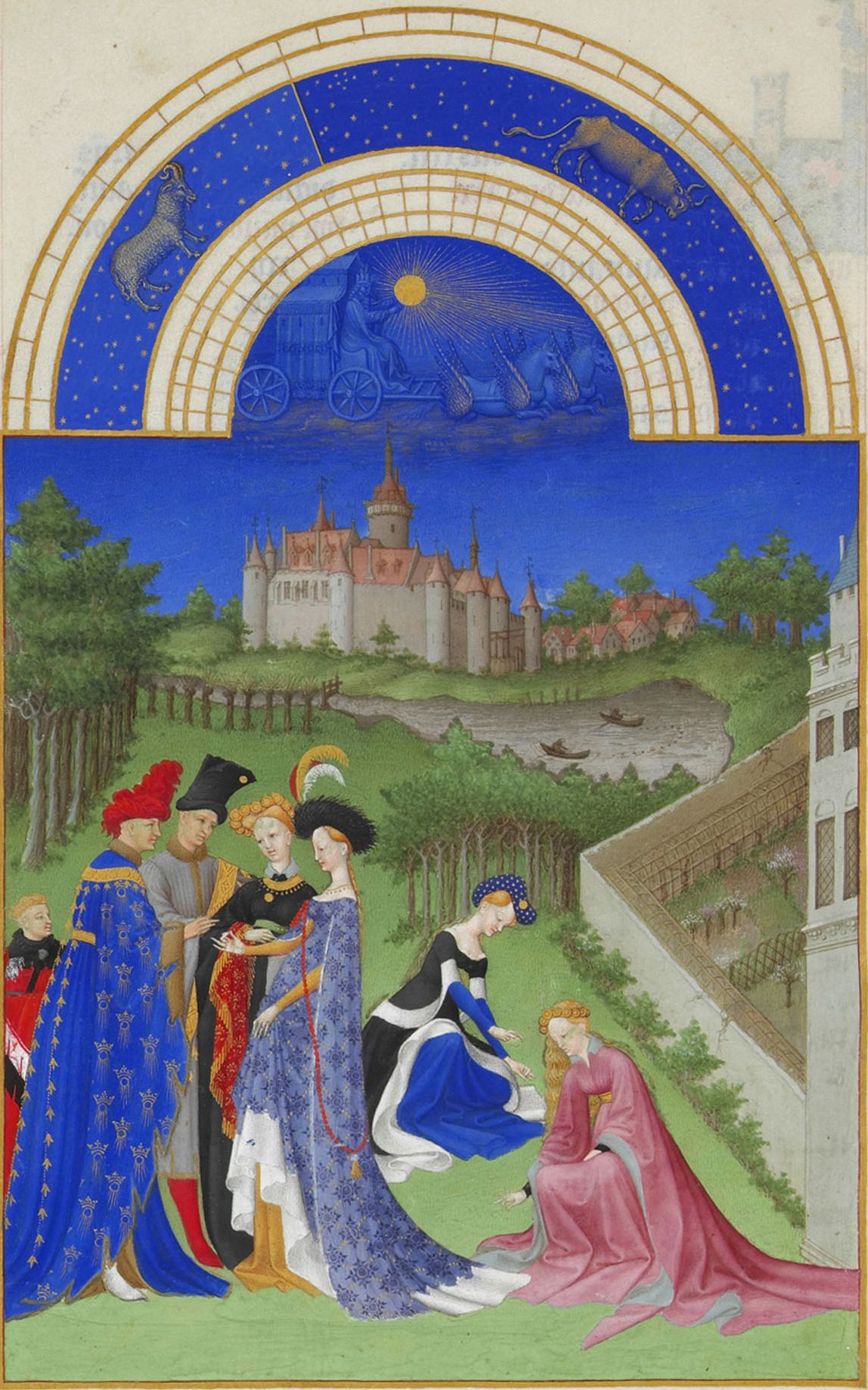
Enluminure du folio 4 (verso) du livre d'heures Les Très Riches Heures du duc de Berry.

Au début du XIIIe siècle, Philippe Auguste est engagé dans la guerre avec les Plantagenêts. Le roi de France cherche à imposer sa puissance royale et sécuriser son territoire par une architecture puissante et ostentatoire avec des forteresses de pierre.
Vers 1190, son maître d’œuvre, Maître Eudes, lance un plan de fortification comprenant 52 forteresses sur l'ensemble du domaine royal. Par souci d'efficacité, il rationalise les plans et cherche la symétrie et la régularité dans un système architectural plus tard qualifié de Philippien. Caractéristique de l'architecture militaire de cette époque, il repose sur un plan carré, ceint de fossés secs, protégé par des tours de flanquements munies d'archères, un châtelet d'entrée, des courtines en bois, un chemin de ronde, une cour, des logis, des communs et un donjon isolé (ou tour maîtresse).
Construite entre 1220 et 1222, la forteresse de Dourdan ne fait pas exception et repose sur le plan du château du Louvre achevé en 1202, à l'exception de l'emplacement de la tour maîtresse (au centre de l'enceinte à Paris, au nord à Dourdan). L'architecture reprend également des caractéristiques que l'on retrouve à Gisors, Angers ou Montreuil-Bellay et devient le château le plus abouti de Philippe Auguste. C'est aussi le dernier construit sous son règne, le roi meurt en effet en 1223 soit un an après son achèvement.

### Entre apanages, rendez-vous de chasse, guerres et prison royale
En 1240, Louis IX l'offrit à sa mère Blanche de Castille puis en 1260 à sa femme Marguerite de Provence. Ce fut ensuite un rendez-vous de chasse pour Philippe le Hardi et Philippe le Bel qui le donna en 1307 à son frère le comte d'Évreux.
En 1314, à la suite du scandale de la tour de Nesle, Jeanne II de Bourgogne, un temps compromise, fut enfermé dans le donjon du château.
Le château devint la propriété de Jean Ier de Berry en 1385 qui fit ajouter les fortifications de la ville. Cela n'empêcha pas, pendant la guerre de Cent Ans, le pillage de la ville par les Anglais en 1428 et l'emprisonnement en 1430 d'Étienne de Vignolles dit La Hire, compagnon de Jeanne d'Arc dans le donjon avant son évasion en 1431.
En 1477, Louis XI réintégra le château au domaine royal.

### Au cœur des guerres de Religion
En 1512, pour rembourser la dette du roi, le domaine revint à Louis Malet de Graville jusqu'à sa mort où il fut rendu à Louis XII. Il faisait partie en 1522 de la succession en faveur de François Ier qui le donna en 1526 à sa favorite Anne de Pisseleu, comtesse d'Étampes. Récupéré en 1547 par Henri II, il fut vendu à François de Guise.
En 1567, au cours des guerres de Religion, les protestants saccagèrent la ville, le capitaine des forces se réfugia dans le donjon qui fut pris le 17 mai 1591. Il fut alors donné par Henri IV à son surintendant des finances Nicolas Harlay de Sancy qui fit construire les bâtiments accolés aux courtines sud, puis au duc de Sully qui fit combler le fossé entourant le donjon et ajouter les écuries.

### Une prison puis une caserne

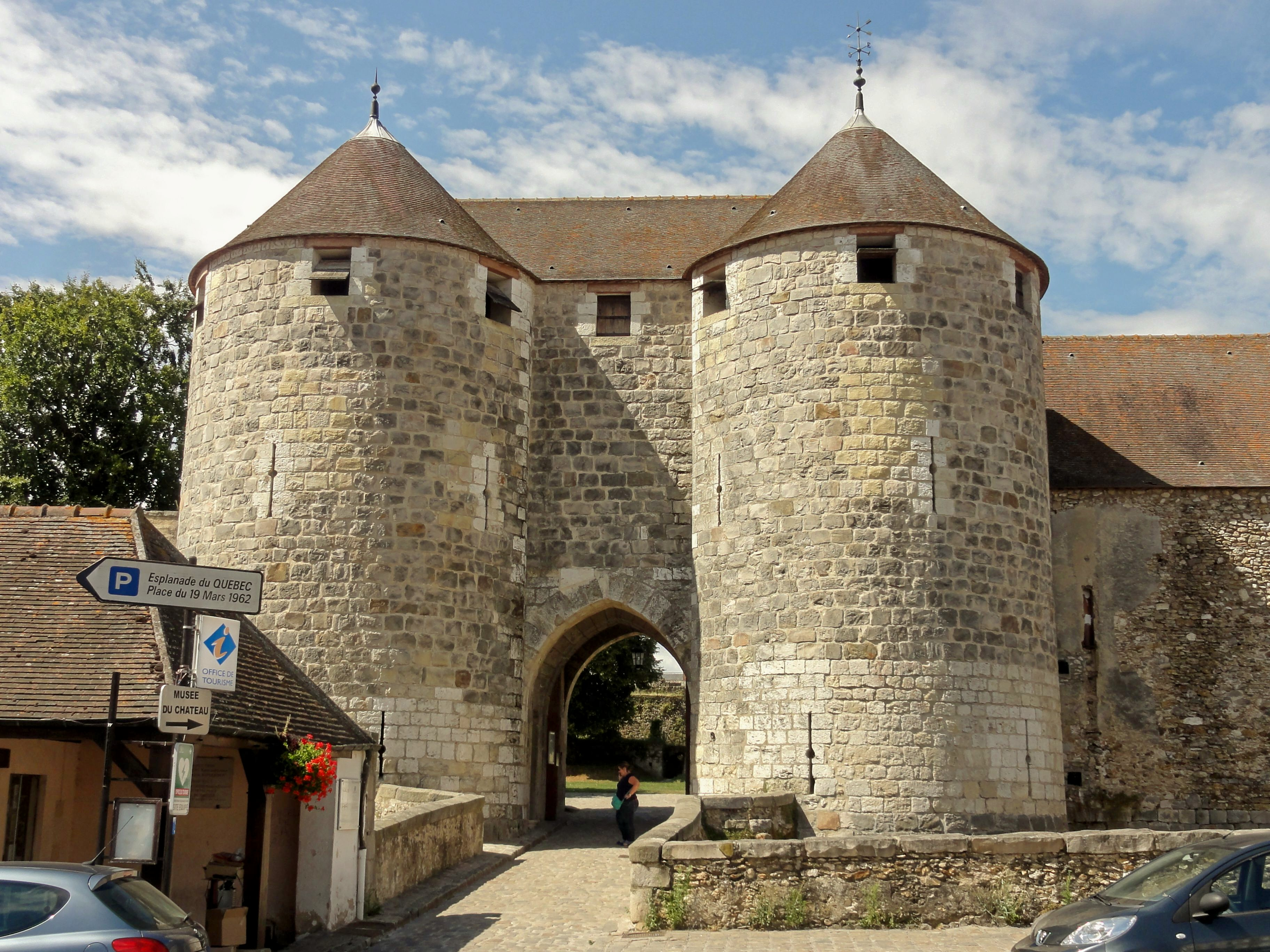
Châtelet et entrée du château, à l'est.

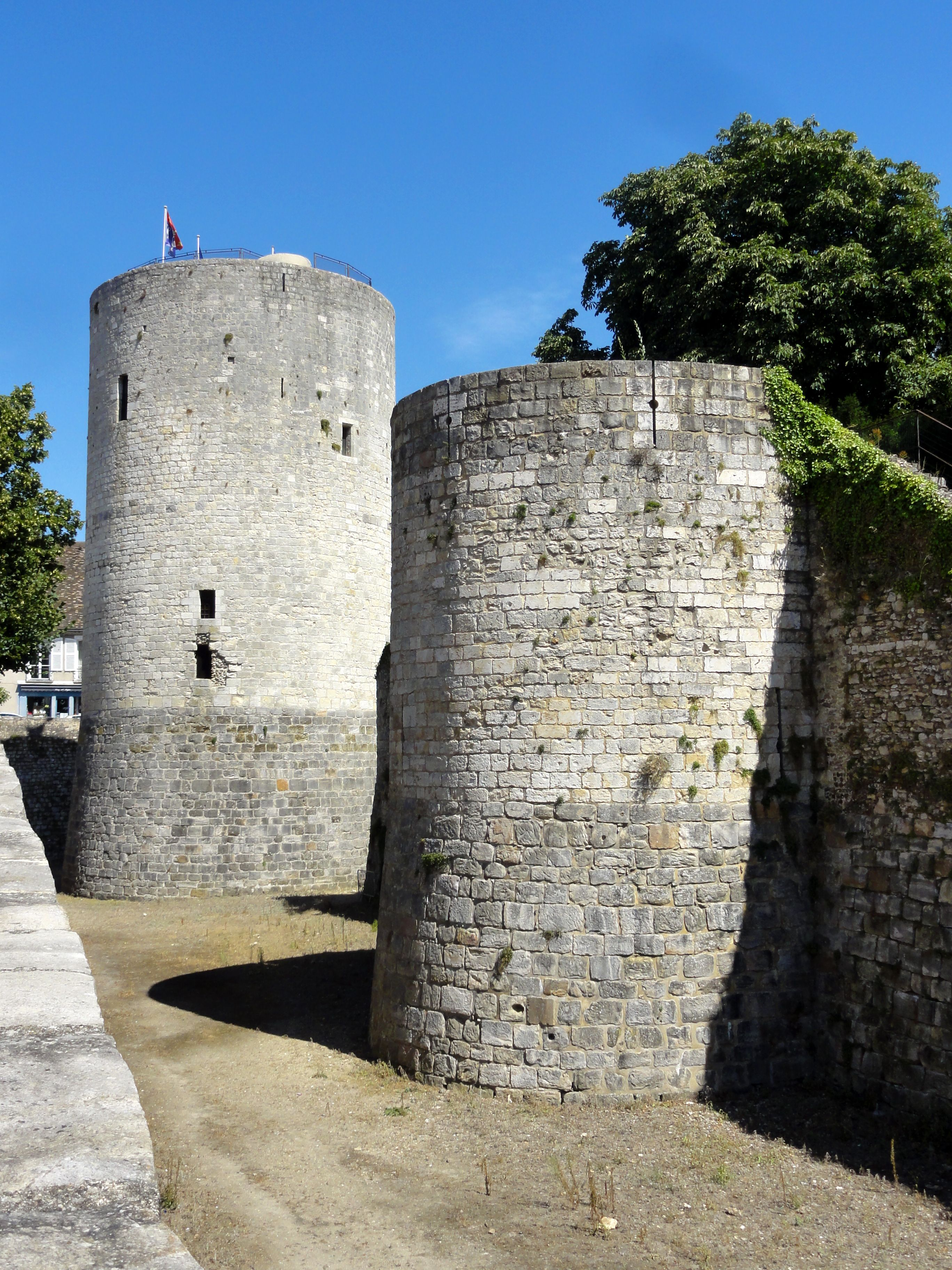
Donjon et tour médiane, à l'ouest.

En 1611, Louis XIII racheta le château pour le donner à sa mère Marie de Médicis qui fit construire en 1624 un corps de garde pour loger les mousquetaires. En 1652, Louis XIV l'offrit à sa mère Anne d'Autriche, puis en 1672, il revint à Philippe d'Orléans qui le transforma en 1690 en prison royale. Le château accueillit jusqu’à 300 prisonniers comme l'indiquent les registres d'écrou de la période révolutionnaire.
En 1792, le château devint propriété du département de Seine-et-Oise qui maintint la prison jusqu'en 1819 où elle fut déclassée en prison municipale accompagnée d'un dépôt de militaires jusqu'en 1852.

### Le temps des propriétaires privés et de la restauration
En 1852, date du rachat par Amédée Guénée, qui le transmet à son cousin Ludovic Guyot, lui-même le laissant à son fils Louis-Joseph Guyot.
En 1961, sa fille la comtesse Gaillard de la Valdène le vendit en viager à la commune de Dourdan.
Suivit alors une période de restauration : le 9 décembre 1964 le château fut classé au titres des monuments historiques ; en 1972, la tour nord-est fut restaurée ; entre 1975 et 1977, les fossés entourant le donjon furent dégagés ; entre 1980 et 1982, la toiture et une partie de la façade côté cour furent refaites, suivies, entre 1983 et 1984, du donjon, d'une tour d'angle et des courtines et de 1986 à 1987, de la réfection de toutes les façades côté cour et des meurtrières du châtelet[source insuffisante].

## Description
Le château est bâti sur un plan carré de soixante-dix mètres de côté, augmenté de fossés larges de douze mètres et profonds de sept, équipés d'une contre-escarpe maçonnée et enjambés par trois ponts. Il était protégé par six tours, deux au nord-est dont une reliée à l'extérieur par un pont, trois au sud-ouest, une au nord-ouest, auxquels s'ajoute un châtelet fortifié ouvrant au sud-est par un pont-levis et le donjon à l'angle nord. Toutes ces tours étaient rehaussées de toits en poivrière. Les courtines avaient une épaisseur de trois mètres soixante-quinze et une hauteur de dix mètres.
Le donjon, construit par Philippe Auguste vers  1220, pièce maîtresse du château, mesurait environ trente mètres de hauteur à partir du fossé et vingt-deux depuis la cour jusqu'au sommet du toit pour un diamètre de treize mètres soixante et une épaisseur des murs fixée à trois mètres soixante-quinze.
Les soubassements sont en grès taillé, l'assise en calcaire de Beauce. Aujourd'hui, la hauteur du donjon n'est plus qu'à vingt-cinq mètres des fossés et dix-huit de la cour. Implanté à un angle de l'enceinte, il était séparé du reste du château par un fossé annulaire propre, enjambé par deux pont-levis, l'un vers l'intérieur du château, l'autre vers l'extérieur qui débouchait au premier étage par des portes ogivales.
Ce premier étage est entièrement occupé par la salle commune d'un diamètre de six mètres, sous une voûte à croisée d'ogives à six pans haute de huit mètres quarante-cinq. Cette salle était équipée d'une cheminée à pilastre avec un four, un moulin à bras, un puits enchâssé dans le mur profond de dix mètres cinquante. Elle était artificiellement séparée par un plancher permettant d'en doubler la surface pour la garnison. Un escalier rampant intégré à la muraille large d'un mètre vingt-cinq, comptant quarante et une marches conduisait à la salle supérieure, une chambre, elle aussi munie d'une cheminée, haute de six mètres cinquante-cinq sous une voûte à croisée d'ogives. Un escalier en vis conduisait à la salle supérieure, salle de guet de six mètres de diamètre. Au-delà se trouvaient les combles surmontés d'un clocher.
Dans la cour se trouvait une chapelle dédiée à Jean le Baptiste, suivie d'un hôtel particulier d'habitation en « U », complété à l'est par une terrasse couverte[source insuffisante].